# راند بروكس
راند بروكس (بالإنجليزية: Rand Brooks)‏ مواليد 21 سبتمبر 1918 في سانت لويس، الولايات المتحدة - الوفاة 1 سبتمبر 2003 في كاليفورنيا، الولايات المتحدة، هو ممثل ومنتج أمريكي.

## الأعمال
- جان دارك
- ذهب مع الريح

## روابط خارجية
- راند بروكس على موقع IMDb (الإنجليزية)
- راند بروكس على موقع أول موفي (الإنجليزية)
- راند بروكس على موقع قاعدة بيانات الأفلام السويدية (السويدية)
- راند بروكس على موقع إن إن دي بي (الإنجليزية)
- راند بروكس على موقع قاعدة بيانات الفيلم (الإنجليزية)